# Depew (Nova York)
Depew és una població dels Estats Units a l'estat de Nova York. Segons el cens del 2000 tenia 16.629 habitants.

## Demografia
Segons el cens del 2000, Depew tenia 16.629 habitants, 6.832 habitatges, i 4.625 famílies. La densitat de població era de 1.266,4 habitants/km².
Dels 6.832 habitatges en un 27,4% hi vivien nens de menys de 18 anys, en un 51,7% hi vivien parelles casades, en un 12,1% dones solteres, i en un 32,3% no eren unitats familiars. En el 27,3% dels habitatges hi vivien persones soles el 12,4% de les quals corresponia a persones de 65 anys o més que vivien soles. El nombre mitjà de persones vivint en cada habitatge era de 2,43 i el nombre mitjà de persones que vivien en cada família era de 2,96.
Per edats la població es repartia de la següent manera: un 22% tenia menys de 18 anys, un 7,2% entre 18 i 24, un 29,4% entre 25 i 44, un 24,1% de 45 a 60 i un 17,3% 65 anys o més.
L'edat mediana era de 40 anys. Per cada 100 dones de 18 o més anys hi havia 90,1 homes.
La renda mediana per habitatge era de 42.232 $ i la renda mediana per família de 50.021 $. Els homes tenien una renda mediana de 35.219 $ mentre que les dones 25.604 $. La renda per capita de la població era de 19.914 $. Entorn del 3,6% de les famílies i el 5,4% de la població estaven per davall del llindar de pobresa.